# Eulemur cinereiceps
Eulemur cinereiceps  (лат.) — примат из семейства лемуровых.

## Классификация
Ранее считался подвидом бурого лемура. В 2001 году был поднят до ранга вида, однако некоторые эксперты до сих пор считают его подвидом по совокупности генетических и морфологических данных. Также молекулярные исследования показали, что Eulemur albocollaris оказался младшим синонимом Eulemur cinereiceps.

## Описание
Лемуры среднего размера. Передвигаются на четырёх конечностях или прыжками, используя длинный хвост в качестве балансира. Внешне напоминают представителей родственного вида, Eulemur collaris, однако генетически отличается от него. Верхняя часть тела самцов серо-коричневая, конечности и хвост более тёмные. Нижняя часть тела светло-серая. Голова также серая, с тёмной макушкой. Самки имеют красновато-коричневую верхнюю часть тела, их брюхо светлее, а конечности темнее, чем у самцов. Щёки и подбородок покрыты светлой длинной шерстью у самцов и красноватой шерстью средней длины у самок. Длина тела составляет от 39 до 40,5 см, длина хвоста от 50 до 55 см, вес от 2 до 2,5 кг.

## Распространение
Встречается на юго-востоке Мадагаскара, от реки Манампатрана на юг до реки Мананара.

## Поведение
Образует небольшие группы от четырёх до одиннадцати особей. Питается в основном фруктами, дополнением к рациону служат листья, цветы и грибы.

## Статус популяции
В 2005 году по результатам анализа спутниковых снимков было выявлено, что осталось примерно 700 км2 естественной среды обитания этих приматов. Помимо разрушения реликтовых лесов, угрозу популяции представляет нелегальная охота. Вид входит в список
25 наиболее угрожаемых приматов. Международный союз охраны природы присвоил ему охранный статус «Вымирающий».